# Piotr Trochowski
Piotr Trochowski (født 22. marts 1984 i Tczew, Polen) er en tysk fodboldspiller af polsk oprindelse, der spiller som midtbanespiller. Han har gennem karrieren blandt andet repræsenteret Hamburger SV og Bayern München. Med Bayern München vandt han i 2003 The Double, Bundesligaen og DFB-Pokalen.

## Landshold
Trochowski står noteret for 35 kampe og to scoringer for Tysklands landshold, som han debuterede for den 7. oktober 2006 i en kamp mod Georgien. Han blev efterfølgende udtaget til den tyske trup til EM i 2008, hvor holdet nåede finalen. Den 15. oktober 2008 scorede han sit første landskampsmål i en kamp mod Wales. Han var også en del af det tyske hold ved VM i 2010.

## Titler
Bundesligaen
- 2003 med Bayern München

DFB-Pokal
- 2003 med Bayern München